# Национальный форум социального предпринимательства
Национальный форум социального предпринимательства (National Social Entrepreneurship Forum или NSEF) — индийская некоммерческая организация, поддерживающая социальное предпринимательство среди молодёжи, особенно среди студентов индийских университетов. Форум приглашает студентов к сотрудничеству с уже существующими социальными предприятиями или помогает им открыть собственный социальный проект, участвует в обмене знаниями в сфере социального предпринимательства и финансировании некоторых проектов (охрана окружающей среды, профессиональное обучение молодёжи, помощь неимущим крестьянам в поступлении в колледжи, производство биодизеля в деревнях и другие).
Национальный форум социального предпринимательства открывает информационные центры по обмену передовым опытом в лучших институтах страны, обеспечивает наставничество и создаёт возможности для кооперации студентов с социальными предприятиями.

## История
Национальный форум социального предпринимательства основан в феврале 2009 года Яшвиром Сингхом в городе Бангалор. С самого начала форум тесно сотрудничал с другими неправительственными организациями (фонд Ашока, Samhita Social Ventures, NASSCOM Foundation, Sankalp Forum и Villgro Innovations Foundation).
В 2011 году Яшвир Сингх был награждён Всемирным экономическим форумом в номинации World Economic Forum Global Shaper, награждён организацией The StartingBloc Institute и газетой Hindustan Times, а также отмечен среди полуфиналистов организацией Echoing Green. В 2012 году Яшвир Сингх получил награду Youth Action Net Global Fellows от International Youth Foundation.

## Проекты и программы
- NSEF Idea Conferences — платформа, через которую сотрудники форума рассказывают студентам о социальных инновациях и предоставляют им стартовую площадку для их социальных предпринимательских идей[13].
- NSEF Authors of Change Program — программа по решению типичных проблем, которые возникают у молодых социальных предпринимателей[14].
- NSEF Fellowship — программа поддержки студентов, которые начинают социальные проекты после окончания колледжа (объединяет их начинания с уже существующими ресурсами и наработками форума).